# Felixstowe F.5
Pour les articles homonymes, voir F.5.
Le Felixstowe F.5 est un hydravion quadriplace de reconnaissance maritime britannique en bois avec voilure entoilée développé à la fin de la Première Guerre mondiale.

## Développement
C’est en mai 1918 que prit l’air le prototype du dernier hydravion dessiné par John C. Porte, qui cherchait à combiner sur le même appareil la charge utile et le rayon d’action du Felixstowe F.3 avec les qualités de maniabilité et les performances du Felixstowe F.2a. L’appareil répondait aux attentes, la coque supportant parfaitement les conditions maritimes de la Mer du Nord, et la production fut rapidement lancée. Mais, pour accélérer la mise en service du nouvel hydravion autant que pour des raisons économiques, on adopta en série de nombreux éléments déjà construits pour le F.3. Ne conservant pratiquement que la coque du prototype, associée à la voilure et aux moteurs du F.3, les appareils de série avaient donc des performances inférieures au prototype, au F.2a, et même au F.3.

## Felixstowe F.5
53 Felixstowe F.5 ont été construits :
- Seaplane Experimental Station, Felixstowe (en) : 1 prototype
- Shorts Bros : 23.
- Dick, Kerr & Co : 2.
- Phoenix Dynamo Manufacturing Company : 17.
- Gosport Aviation : 10.

Le F.5 n’entra en service qu’une fois la Première Guerre mondiale terminée, et remplaça au sein de la RAF les Felixstowe F.2a, F.3 et Curtiss H-16. Il devint donc l’hydravion standard de la RAF jusqu’à la mise en service du Supermarine Southampton en 1925.

## Made in Japan
En 1920, Shorts Bros exporta quelques F.5 au Japon, qui acheta ensuite une licence. L’arsenal de Yokosuka en construira 10, Aichi 40 et l’arsenal de Hiro 10 avant de développer en 1927 à partir du F.5 le Hiro Type 15 (Hiro H1H).

## Felixstowe F.5L
L’US Navy s’intéressait au Felixstowe F.5, mais souhaitait que l’appareil soit produit aux États-Unis et adapté à ses besoins. Les liasses furent livrées à Naval Aircraft Factory, Philadelphie, dès mars 1918 et les travaux débutèrent immédiatement : les moteurs Rolls-Royce Eagle furent remplacés par des Liberty, l’appareil équipé d’une double commande et l’ensemble adapté aux méthodes de production américaines. Parmi les modifications visibles les plus importantes on note des ailerons à corde constante. Triplace, le prototype F5L effectua son premier vol le 15 juillet 1918.
Souvent appelé abusivement Curtiss F.5L, cet avion fut construit à 227 exemplaires:
- Naval Aircraft Factory, Philadelphie : 137 [A3559/3692].
- Curtiss Airplanes & Motors, Buffalo : 60 [A4281/4340].
- Canadian Aeroplanes Ltd, Toronto : 30 [A3333/3362].

Les F.5L devaient rester en service dans l'US Navy jusqu'à leur remplacement en 1928 par le NAF PN-12, utilisés pour des patrouilles côtières ou des missions de réglage d’artillerie côtière.

## Naval Aircraft Factory F6L
En 1919, Naval Aircraft Factory a construit deux F.5L [A4036/4037] avec un empennage modifié, sensiblement plus important en surface. Cet empennage sera adopté rétroactivement sur les F.5L en service. En 1922 les F6L sont devenus Naval Aircraft Factory PN-6.

## Naval Aircraft Factory PN-5
Nouvelle désignation appliquée à partir de 1922 aux Felixstowe F.5L.

## Aeromarine 75

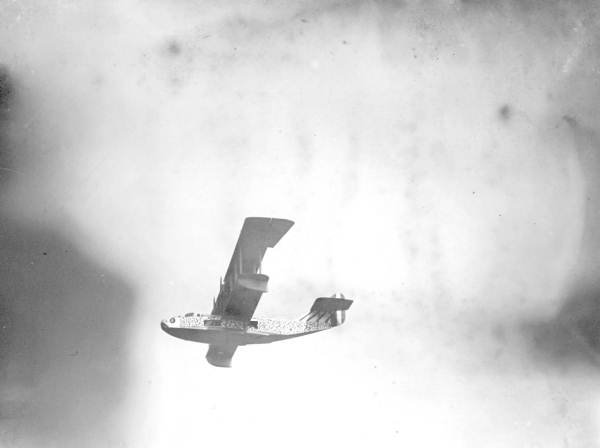
Aeromarine 75

Entre 1920 et 1921, Aeromarine Plane and Motor Company modifia pour les besoins de sa filiale Aeromarine Airways (en) 8 F.5L provenant des surplus de l'US Navy. Aménagés pour le transport de 10 passagers, ces appareils parfois baptisés Navy Cruiser ils furent utilisés dès novembre 1920 entre Key West, Floride, et La Havane, Cuba.
Un de ces hydravions effectua dès le 1er novembre 1920 la première liaison postale aérienne internationale pour le compte de l’US Post Office. Aeromarine Airways exploita également les liaisons saisonnières Miami-Bimini-Nassau, New York City-Atlantic City, et la ligne Cleveland-Détroit à partir du 14 juillet 1922.
Ces appareils étaient baptisés Santa Maria/Wolverine, Pinta, Niña, Colombus, Balboa, Ponce de Leon, Buckeye et Mendoza. Ce dernier est célèbre pour avoir survolé New York avec 27 personnes à bord en mai 1922. Le Polar Bear est un Aeromarine 75 spécialement aménagé pour une expédition de chasse polaire organisée au printemps 1923 par Inglis Moore Uppercu, distributeur exclusif des voitures Cadillac à New York et directeur général d’Aeromarine.

## Des reliques
En mars 1919, Naval Aircraft Factory expédia à New York un F.5L spécialement conçu aux fins d’exposition. Une exposition aéronautique était organisée par l’Association des constructeurs d’aéronefs et cette cellule d’exposition devait permettre au public de comprendre le mode de construction de l’appareil. C’était donc un écorché qui ne devait pas voler mais il reçut tout de même un serial number [A-3882]. Cédé à la Smithsonian Institution en 1920, il devint bien encombrant quand il fut décidé dix ans plus tard de rénover le bâtiment qui l’abritait. La Smithsonian proposa donc de le restituer à l'US Navy, et cette proposition fut acceptée, mais la Smithsonian conserva finalement la coque, un flotteur d’aile, une hélice et une bombe. L'US Navy ayant pilonné le reste, c’est tout ce qui reste aujourd’hui de la famille des hydravions dessinés par John C. Porte, avec la partie avant d’un appareil non identifié conservée par le Norfolk and Suffolk Aviation Museum (en) de Flixton, en Grande-Bretagne.